# Котенев, Алексей Яковлевич
Алексей Яковлевич Котенев (22 февраля 1917, Солоновка, Волчихинский район Алтайский край — 9 октября 2004) — советский и российский писатель, военнослужащий.

## Биография
Родился 22 февраля 1917 года в селе Солоновка Волчихинского района Алтайского края в крестьянской семье.
Окончил Барнаульский учительский институт в 1939 году, преподавал литературу в сельской школе. Принимал участие в Великой Отечественной войне. Являлся членом КПСС с 1941 года. За год до войны, Котенев был призван в армию и три года воинской службы провёл в Забайкалье (ЗабФ; 12 ск ЗабВО; 36 армия), служил солдатом-пулеметчиком. А перед самой войной с империалистической Японией стал корреспондентом газеты «Суворовский натиск». В данной должности воевал и вместе с одной из танковых бригад штурмовал перевалы Большого Хингана.
Окончил воинскую службу 25 сентября 1969 года в звании полковника в отставке. Являлся членом Союза писателей СССР с 1979 года.
Скончался 9 октября 2004 года на 88-м году жизни.

## Звания и награды
- 2 ордена Красной Звезды[1][2]
- Медаль «За победу над Германией в Великой Отечественной войне 1941—1945 гг.»
- Медаль «За победу над Японией»